# Кризис Римской империи III века
Кризис Римской империи III века — период в истории Древнего Рима, хронологические рамки которого обычно определяют в годы между гибелью Александра Севера в ходе мятежа солдат 19 марта 235 года и убийством императора Карина после битвы при Марге в июле 285 года.
Этот период характеризуется рядом кризисных явлений в экономике, ремесле, торговле, а также нестабильностью государственной структуры, внутренними и внешними военными столкновениями и временной потерей контроля Рима над рядом областей. В различных исторических школах взгляды на причины возникновения кризисных явлений различаются, в том числе существует мнение об отсутствии необходимости выделять III век в качестве отдельного периода римской истории.

## Предкризисный этап
После убийства последнего императора из династии Антонинов — Коммода, в Империи начинается гражданская война 193—197 годов. Ряд видных лидеров провозглашают себя императорами: Пертинакс и Дидий Юлиан в Риме, командующий дунайской армией Септимий Север, командующий сирийскими легионами Песценний Нигер и Клодий Альбин в Британии. Императорская власть была официально вручена сенатом вышедшему из войны победителем Септимию Северу, который основал императорскую династию Северов (193—235 гг.).
Большинство историков считает политический режим при династии Северов «военной» или «солдатской» монархией. Увеличение степени политического участия армии, уровня её самостоятельности в своих политических интересах связано с рядом рубежных тенденций и моментов в самой военной организации, в частности, с активными мероприятиями и преобразованиями Септимия Севера, значительно уклонившегося от традиционного вектора военной политики, а также заложившего основы позднеантичной армии.
Септимий опирался исключительно на армию, а режим правления при нём превратился в военно-бюрократическую монархию. Внешняя политика характеризовалась рядом успешных войн с Парфией (195—199 гг.) и с племенами каледонцев (208—211 гг.). После смерти императора его сын Антонин Каракалла (211—217 гг.) убил своего брата Гету, занял престол, после чего начал неоправданную войну с парфянами и был убит заговорщиками. Его преемник префект претория Макрин (11 апреля 217—218 гг.) совершил неудачный поход против парфян, с которыми был заключён невыгодный для римлян мир. Войско было недовольно Макрином; к тому же его азиатские привычки и изнеженность возбуждали всеобщее порицание. Тётке Каракаллы, Юлии Мезе, и двум дочерям её удалось расположить войско к юному Бассиану (Гелиогабалу), который и был провозглашён императором; Меза выдавала его за внебрачного сына Каракаллы. Макрин выслал против него Ульпия Юлиана, но солдаты убили последнего, и всё войско, кроме преторианцев, перешло на сторону Бассиана. Произошла битва при Антиохии, но Макрин, не дождавшись её исхода, обратился в бегство и вскоре был убит. После Макрина правителем Римской империи стал Гелиогабал (Элагабал, Бассиан, 218—222 гг.), в марте 222 года убитый своими воинами. Императором стал 13-летний Александр Север (222—235 гг.), при котором обострился финансовый кризис, а также повысилась угроза со стороны набиравшего мощь Новоперсидского царства, с которым в 231 году началась война. Александр был убит взбунтовавшимися легионерами, что ознаменовало начало ещё более глубокого политического и социально-экономического кризиса.

## Первый этап кризиса
С 235 года начался период «императорской чехарды», империю сотрясали военные столкновения между претендентами на этот пост, а для снабжения противостоящих армий вводились чрезвычайные налоговые сборы. Между 235 и 268 годами было провозглашено 29 императоров (включая узурпаторов) и лишь 1 из них, Гостилиан, умер ненасильственной смертью (от чумы).
238 год получил известность как год шести императоров из-за быстро сменявших друг друга претендентов. В конечном итоге преторианцы провозгласили императором 13-летнего Гордиана (238—242), правление которого продолжалось несколько лет и было относительно успешным, однако юный император погиб во время похода против персов (вероятно, в результате интриг). Его преемники Филипп I Араб (244—249 гг.) и Деций Траян (249—251 гг.) ещё удерживали ситуацию под контролем, несмотря на борьбу друг с другом, подавление военных мятежей и войны с внешними противниками. Гибель Деция во время битвы с готами, в которой римляне потерпели сокрушительное поражение, ознаменовала углубление кризиса.
Общей тенденцией первого периода кризиса стало то, что римляне постепенно начинают оставлять ряд территорий, что предполагало крайне негативные последствия. Так, римляне начинают уход в 240-е гг. из Дакии, из восточной части равнины Валахии они ушли уже к 242 г. Это поспособствовало тому, что римское влияние на северном побережье Чёрного моря было подорвано.
К началу 40-х годов III в. правители империи пошли на объединение военных сил нескольких провинций, которые ставились под командование единого военачальника — duces. Военные округа (дукаты) делили вооружённые силы на группировки, основными из которых стали — британская, восточная, дунайская, рейнская и африканская. В ряде случаев эти группировки выдвигали претендентов на императорский трон, боровшихся друг с другом. Система дукатов в составе Римской империи стала основным изменением в армии не только в первый период кризиса, но и, по сути, в рамках всего III в. н. э.

## Второй этап кризиса

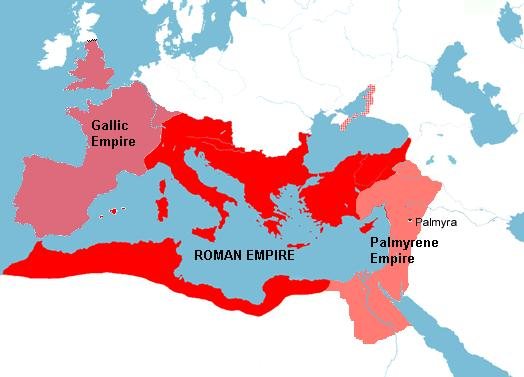
Сепаратистские Галльская империя и Пальмирское царство около 260 года

Второй этап кризиса, ставший кульминационным, характеризуется уже непрерывными войнами, ведущимися одновременно с несколькими противниками. В этот период правил Галлиен (253—268 гг.). При этом император, который находился во главе центральной власти, вынужден был как отражать атаки внешних врагов, так и бороться с римскими войсками, поддерживавшими узурпаторов.
Западная часть империи страдала от постоянных вторжений алеманнов и франков, причём первые в своих набегах сумели проникнуть даже в Италию, а последние опустошали римскую территорию вплоть до Южной Испании; морское побережье разорялось саксами, а маркоманам удалось добиться от Галлиена уступки части Верхней Паннонии. Не меньший ущерб потерпели и восточные провинции государства от вторжений готов, персов и других народностей.
На этом этапе происходит процесс дезинтеграции империи, когда отпадают Галльская империя и Пальмирское царство.
Галлиеном были предприняты решительные шаги по реформированию не только армии, но и отчасти системы управления. Хотя ему не удалось решить все стоявшие перед ним проблемы, однако в результате его реформ, которые не затрагивали основы римской военной организации, но существенно модифицировали её, была создана более мобильная армия, способная своевременно реагировать на внешние и внутренние угрозы.

## Третий этап кризиса
Заключительный этап кризиса характеризуется тем, что римляне смогли остановить основные потоки варварских вторжений. К тому же преемникам Галлиена, отчасти используя некоторые его наработки, удалось стабилизировать положение на границах, остановить дезинтеграционные процессы и даже восстановить единство империи.

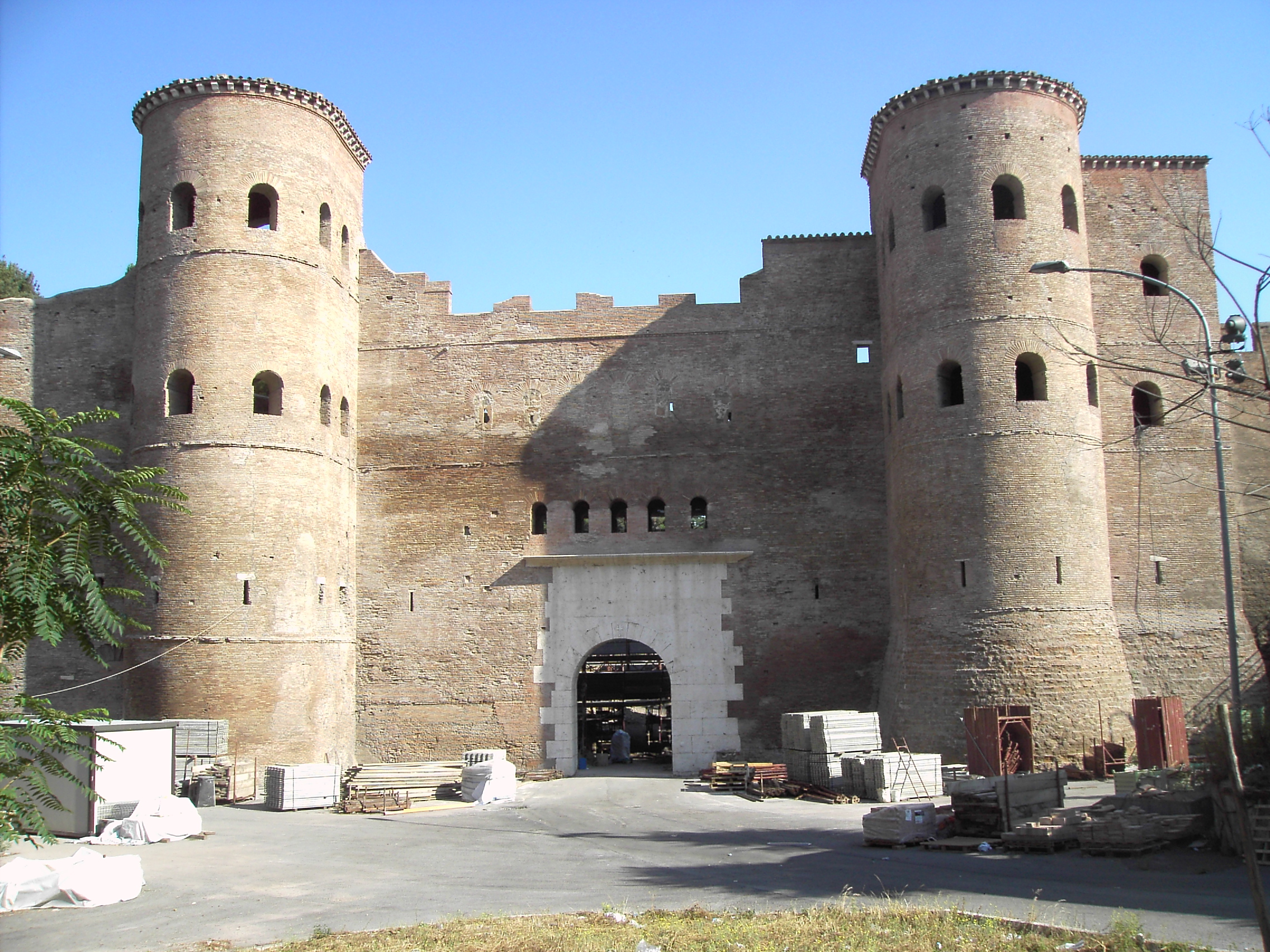
Городская стена, построенная на исходе кризиса для защиты Рима от внешних угроз

Пришедшая к власти «династия иллирийцев» ознаменовала собой постепенный вывод Рима из кризиса.
Клавдий II Готский (268—270 гг.) положил начало возрождению империи, разбив готов в битве при Нише и передав престол в руки Луция Домиция Аврелиана (270—275 гг.).
Аврелиан отразил нашествие германских племён (впервые вторгшихся в Италию), восстановил римскую администрацию в восточных провинциях и подчинил Пальмирское царство и Галльскую империю. Пришедший к власти после очередной смуты Марк Аврелий Кар (282—283 гг.) разбил германцев, одержал победы над персами, но умер в августе 283 года. Его преемниками стали его сыновья — Нумериан и Карин, ставшие соправителями. Но спустя год Нумериан во время очередной римско-персидской войны заболел и скончался (по другим данным убит) 20 ноября 284 года. После его смерти начальники войска провозгласили императором иллирийца Диокла, позднее известного под именем Диоклетиана, несмотря на то, что еще был жив второй соправитель Карин, который пребывал в то время в Британии.
После смерти отца и брата Карин выступил против провозглашения восточными легионами императором Диоклетиана, но в генеральном сражении в долине р. Марг (совр. Морава в Мёзии) потерпел поражение и был убит в июле 285 года.
При Диоклетиане, который в течение 20-летнего правления почти не посещал Рим, наводя порядок в различных частях государства, империя укрепилась и ситуация относительно стабилизировалась примерно на 100 лет. Приход к власти Диоклетиана ознаменовал начало периода домината.

## Экономический кризис
Ещё в предкризисный период началась аграризация общества, шло сокращение числа мелких и средних собственников на фоне роста крупных латифундий. В дальнейшем в результате боевых действий ряд городов были разрушены, а торговля и ремёсла пришли в упадок.
Кроме того, необходимость защищать границы от вторжений германских племен и персидской армии вынудила императоров чрезмерно расширить армию, расходы на содержание которой возросли, и римская экономика не могла их вынести. Чтобы поддерживать систему снабжения армии, императоры налагали огромное фискальное бремя на население и восполняли пробелы в казне через так называемую «порчу монет», то есть выпуск монеты, в которой вместо драгоценных содержалась большая примесь недрагоценных металлов. «Порча монет» привела к гиперинфляции. С другой стороны, налоговые органы не хотели собирать налоги в ставшей бесполезной монете, а вместо этого перешли к натуральному налогу (в продуктах). В результате экономика империи была в значительной степени возвращена в состояние товарной экономики. В свою очередь это вызвало упадок городов, особенно в западной части империи, кризис сильнее всего ударил по наиболее цивилизованным и романизированным областям.
В послекризисный период экономическое положение несколько улучшилось, но в целом экономика так и не восстановилась. Общеимперский рынок, созданный в I—II веках нашей эры, был практически разрушен. Налицо был общий упадок сельского хозяйства, ремесла и индустрии, ухудшение безопасности на дорогах, рост экономического, а как следствие этого — и политического сепаратизма.